# System algebry komputerowej
System algebry komputerowej lub komputerowy system obliczeń symbolicznych (ang. Computer Algebra System lub CAS) – program komputerowy wspomagający obliczenia symboliczne w matematyce, fizyce i dyscyplinach technicznych.

## Możliwości
Typowe wyrażenia z jakimi operują tego rodzaju programy zbudowane są z wielomianów jednej lub wielu zmiennych, funkcji elementarnych, lub macierzy; całek i pochodnych opisanych tu wyrażeń, macierzy bądź funkcji od takich wyrażeń, obliczenia algebraiczne na abstrakcyjnych strukturach grupowych, obliczenia związane z teorią liczb oraz obliczenia dotyczące modelowania, statystyki matematycznej oraz możliwość graficznej prezentacji wykresów funkcji.
Typowe operacje wykonywane na wyrażeniach:
- upraszczanie wyrażeń
- podstawianie wyrażeń symbolicznych za zmienne i redukcja wyrazów podobnych
- rozwijanie iloczynów
- rozkład wyrażeń na czynniki
- różniczkowanie symboliczne
- całkowanie symboliczne – całki oznaczone i nieoznaczone
- symboliczne rozwiązywanie niektórych typów równań i ich układów
- rozwiązywanie równań różniczkowych określonych typów
- obliczanie granic funkcji i ciągów
- obliczanie sum szeregów
- rozwijanie funkcji w szereg
- operacje na macierzach – mnożenie, odwracanie, obliczanie wyznacznika...
- obliczenia związane z teorią grup
- obliczenia związane ze statystyką matematyczną
- operacje na listach i zbiorach elementów
- eksport wyników obliczeń do formatu TeX-a i EPS.

Większość programów CAS umożliwia rysowanie wykresów funkcji (jednej i dwu zmiennych oraz zmiennej zespolonej) i przeprowadzanie obliczeń z praktycznie dowolną dokładnością. Wiele z nich ma wbudowane języki programowania, dzięki czemu użytkownik może wykorzystywać do rozwiązywania zadań własne algorytmy i zwiększać w ten sposób funkcjonalność programu.
Systemy algebry komputerowej należy właściwie odróżnić od programów przeznaczonych do obliczeń numerycznych i inżynierskich takich jak MATLAB, SciLab czy Octave. Rozgraniczenie nie jest jednakże jednoznaczne, gdyż niektóre systemy algebraiczne zawierają moduły umożliwiające szybkie obliczenia numeryczne i vice versa.

## Historia
Pierwsze systemy algebry komputerowej pojawiły się na początku lat 70. jako rezultat badań nad sztuczną inteligencją. Pierwszymi z nich były Reduce oraz Macsyma – do tej pory dostępne na rynku. Obecnie największe możliwości oferują Mathematica i Maple powszechnie używane przez matematyków, naukowców z dziedzin ścisłych i inżynierów. Inne przykłady z tej kategorii to MuPAD (nieco zubożona wersja dostępna jest w celach ewaluacyjnych) i MathCad. Programy te są relatywnie drogie. Najbardziej wszechstronny odpowiednik dostępny na wolnej licencji to Maxima.
Badaniem algorytmów wykorzystywanych w tego typu programach zajmuje się algebra komputerowa.

## Wybrane programy
- Axiom
- CoCoA
- Derive (nierozwijany)
- Maple
- Mathematica
- MathCad
- MuPAD
- Maxima
- Sage
- Yacas